# آبانو (شهر کازبگی)
آبانو (شهر کازبگی) (به لاتین: Abano (Kazbegi municipality)) در گرجستان است که در متسختا-متیانتی واقع شده‌است.